# Willem Jan Otten
Pour les articles homonymes, voir Otten.

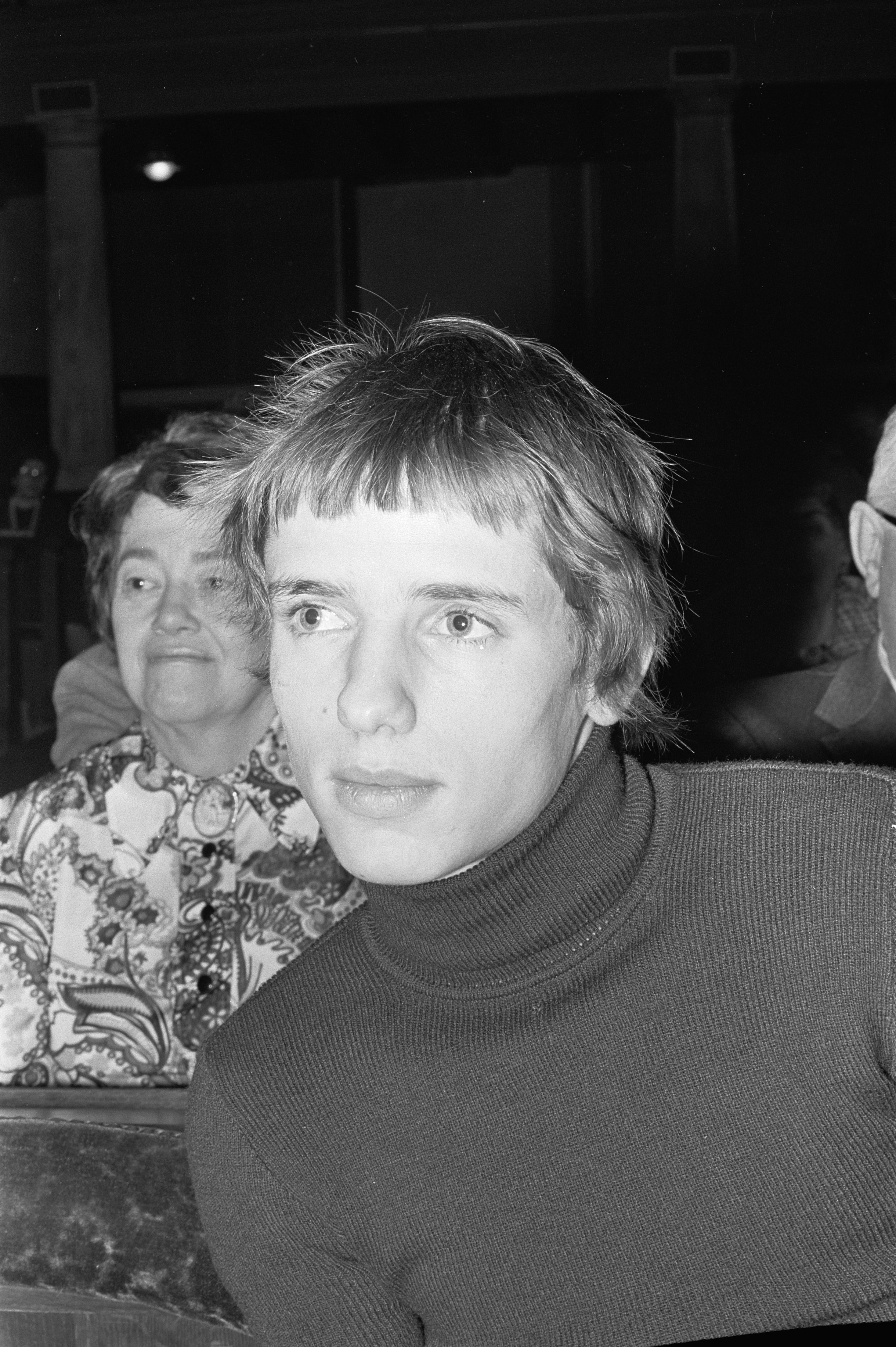
Willem Jan Otten (1972)

Willem Jan Otten, né à Amsterdam le 4 octobre 1951, est un écrivain néerlandais qui pratique poésie, théâtre, roman, essai, critique.

## Œuvres
- Een man van horen zeggen, 1984, traduit par Daniel Cunin sous le titre Un homme par ouï-dire, Les Allusifs, 2015.
- Onze Lieve Vrouwe van de Schemering: essays over poëzie, film en geloof, Amsterdam, Van Oorschot, 2010
- Le Miracle des éléphants en liberté. Discours aux personnes cultivées d’entre les mépriseurs de la religion chrétienne.
- Specht en zoon, traduit par Daniel Cunin sous le titre La Mort sur le vif, Gallimard, 2007.
- Een sneeuw en meer toneel: verzamelde toneelwerken, Amsterdam, G. A. van Oorschot, 2006
- Chronique d'un fils qui devient père et le poème BW-PLO, trad. Daniel Cunin, revue Deshima, Strasbourg, no 3, 2009, p. 433-450.

## Sources
- flandres-hollande.hautetfort.com